# BIG MAMA (Soul Campの曲)
『BIG MAMA』（ビッグ・ママ）は、Soul Campの1作目のシングル。2005年3月25日発売。

## 概要
- メジャー第1弾シングル。インディーズ時代に沖縄限定盤としてリリースしている。

## 収録曲
1. BIG MAMA
  - （作詞：半蔵 作曲：KOME 編曲：Soul Camp）

半蔵が自身の母親の大手術の時の想いを綴った歌となっている。手術は2003年に行われ、生命に関わる程の大手術だったという。
2. 下校アナウンス
  - （作詞：半蔵 作曲：KOME 編曲：Soul Camp）
3. 素WALKING
  - （作詞：ナオト，半蔵 作曲：半蔵 編曲：Soul Camp）